# 기어링급 구축함

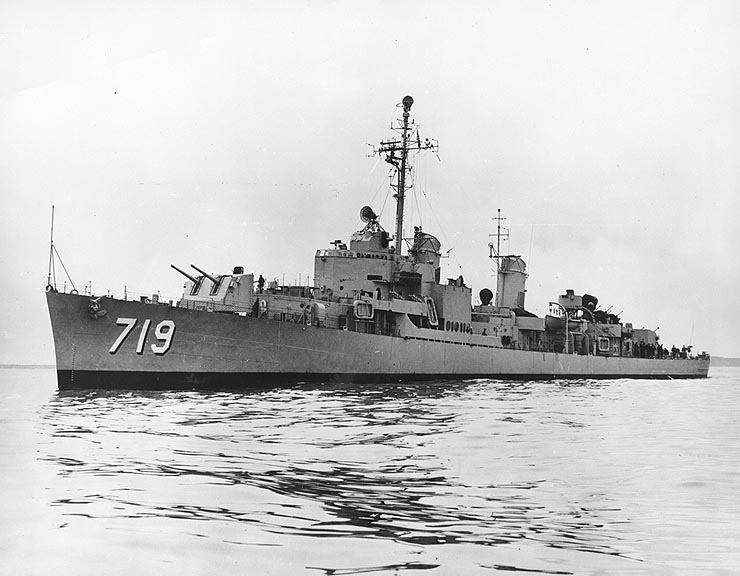
기어링급 구축함. 사진은 DD-719 에퍼슨

기어링급 구축함은 제2차 세계 대전 당시 알렌 M. 섬너급 구축함의 방공 능력과 항해 거리를 더 늘려야 한다는 미국 해군의 요구로 개발된 구축함으로 모두 101척이 건조되었다. 선체 중앙에 4m(14피트)의 공간을 추가했다. 기어링급의 첫 번째이자 네임쉽은 DD-710 기어링함이다. 추가된 공간 덕분에 연료 160톤을 추가 적재할 수 있었고, 항속거리도 섬너급에 비해 약 30%가량 증대되었다.
1950년대말, 기어링급 구축함 44척이 함대 재정비와 현대화 계획(FRAM, Fleet Rehabilitation and Modernization)으로 알려진 현대화 개장 공사를 거친 후 대잠전 및 대공 플랫폼 능력을 강화하게 되었다. 이 배는 전후에 미국이 많은 동맹국들에게 공여되었다. 대한민국 해군도 1972년에 DD-805 셔벌리어(Chevalier)를 DD-915 충북함이란 이름으로 처음 도입한 이후, 모두 7척을 도입하여 2001년 2월까지 운용했다.

## 제원
- 배수량 : 표준 2,616톤(만재 3,460톤)
- 길이 : 119m (390.5 ft)
- 선폭 : 12.5m(40.9 ft)
- 홀수 : 4.4m(14.3 ft)
- 추진력 : 2축, 제네럴일렉트릭 증기터빈, 보일러 4개 60,000 shp
- 최고속도 : 36.8 노트
- 항속거리 : 20노트로 항해 시 4,500 nm

## 기어링급과 FRAM
함대 재정비와 현대화 계획(Fleet Rehabilitation and Modernization, FRAM)에 따라 1950년 대말에 많은 기어링급이 창정비 과정을 거쳐 대공 플랫폼에서 대잠플랫폼으로 용도를 변경하게 되었다. 1950년대말의 FRAM I은 기어링급에 대한 개조공사 계획이었다. 이 계획으로 미국은 기어링급 구축함의 상부구조물을 재설계하고 무장, 레이다, 소나, 엔진, 전력 시스템을 개수하여 성능을 향상시켰다. 고물 쪽의 2연장 5인치 함포는 철거되었고 SQS-23 소나, SPS-10 해상수색레이다, Mk.32 3연장 어뢰발사관 2기, 8셀의 애스록 상자형 발사기를 설치하고, QH-50C DASH 무인기를 위한 공간을 확보했다.
QH-50C DASH는 무인 대잠기로서 헬리콥터같은 형태이며, 배에서 원격으로 조종했다. 이 무인기는 2발의 Mk.44 유도 대잠어뢰를 운반했다. 아스록이 겨우 9킬로미터(5마일)을 유효 거리였던 반면, DASH 무인기는 최대 41킬로미터까지 소나가 접촉을 유지하는 동안에 띄울 수 있었다. 그러나 DASH는 실제 야전 운용 성과가 좋지 않아 모두 폐기되었다.
FRAM II는 본래 알렌 M. 섬너급 구축함을 대상으로 했지만, 기어링급도 이 개수를 받았다. 이 프로그램은 수명 연장 및 새로운 레이다 시스템, Mk. 32 어뢰, DASH 대잠무인기와 함께 가장 중요한 것으로 새로운 가변 심해 소나(variable depth sonar, VDS)를 장착했다.

## 함 목록
| - DD-710 USS 기어링 - DD-711 USS 유진 A. 그린 - DD-712 USS 갸트 - DD-713 USS 케네스 D. 베일리 - DD-714 USS 윌리엄 R. 러시 - DD-715 USS 윌리엄 M. 우드 - DD-716 USS 윌치 - DD-717 USS 테오도어 E. 챈들러 - DD-718 USS 해머 - DD-719 USS 에퍼슨 - DD-742 USS 프랭크 녹스 - DD-743 USS 서덜랜드 - DD-763 USS 윌리엄 c. 로위 - DD-764 USS 를로이드 토머스 - DD-765 USS 케플러 - DD-766 USS 랜스데일 - DD-767 USS 세이모어 D. 오웬 - DD-782 USS 로원 - DD-783 USS 거케 - DD-784 USS 맥킨 - DD-785 USS 헨더슨 - DD-786 USS 리처드 B. 앤더슨 - DD-787 USS 제임스 E. 키이스 - DD-788 USS 홀리스터 - DD-789 USS 에버솔 - DD-790 USS 쉘튼 - DD-791 USS 시맨 - DD-805 USS 셔벌리어 - DD-806 USS 힉비 - DD-807 USS 베너 - DD-808 USS 데니스 J. 버클리 - DD-817 USS 코리 - DD-818 USS 뉴 - DD-819 USS 홀더 | - DD-820 USS 리치 - DD-821 USS 존스턴 - DD-822 USS 로버트 H. 맥카드 - DD-823 USS 사무엘 B. 로버츠 - DD-824 USS 바실론 - DD-825 USS 카펜터 - DD-826 USS 에거홀름 - DD-827 USS 로버트 A. 오웬 - DD-828 USS 티머만 - DD-829 USS 마일스 C. 폭스 - DD-830 USS 에버릿 F. 라슨 - DD-831 USS 굿리치 - DD-832 USS 핸슨 - DD-833 USS 허버트 J. 토머스 - DD-834 USS 터너 - DD-835 USS 찰스 P. 세실 - DD-836 USS 조지 K. 맥켄지 - DD-837 USS 사스필드 - DD-838 USS 에른스트 G. 스몰 - DD-839 USS 파워 - DD-840 USS 글렌넌 - DD-841 USS 노아 - DD-842 USS 피스케 - DD-843 USS 워링턴 - DD-844 USS 페리 - DD-845 USS 보셀 - DD-846 USS 오즈번 - DD-847 USS 로버트 L. 윌슨 - DD-848 USS 위텍 - DD-849 USS 리처드 E. 크라우스 - DD-850 USS 조지프 P. 케네디 주니어 - DD-851 USS 루페터스 - DD-852 USS 레오나르드 F. 맨슨 - DD-853 USS 찰스 H. 론 | - DD-858 USS 프레드 T. 베리 - DD-859 USS 노리스 - DD-860 USS 매카프리 - DD-861 USS 하워드 - DD-862 USS 보겔게상 - DD-863 USS 쉬타이네이커 - DD-864 USS 해롤드 J. 엘리슨 - DD-865 USS 찰스 R. 웨어 - DD-866 USS 콘 - DD-867 USS 스트리블링 - DD-868 USS 브라운슨 - DD-869 USS 아놀드 J. 이스벨 - DD-870 USS 페첼러 - DD-871 USS 더메이토 - DD-872 USS 포레스트 로열 - DD-873 USS 호킨스 - DD-874 USS 던칸 - DD-875 USS 헨리 W. 터커 - DD-876 USS 로저스 - DD-877 USS 퍼킨스 - DD-878 USS 베솔 - DD-879 USS 리어리 - DD-880 USS 다이스 - DD-881 USS 보델론 - DD-882 USS 퍼세 - DD-883 USS 뉴먼 K. 페리 - DD-884 USS 플로이드 B. 파크 - DD-885 USS 존 R. 크레이그 - DD-886 USS 올렉 - DD-887 USS 브링클리 베이스 - DD-888 USS 스티켈 - DD-889 USS 오헤이어 - DD-890 USS 메레디스 |

## 미국 외 다른 국가의 기어링급 구축함

### 대한민국의 기어링급 구축함:충북급 구축함
| 미국 해군                     | 미국 해군       | 대한민국 해군   | 대한민국 해군    | 대한민국 해군    |
| 함 번호 및 이름               | 취역 일자       | 함 번호 및 이름 | 취역 일자        | 퇴역 일자        |
| ----------------------------- | --------------- | --------------- | ---------------- | ---------------- |
| DD-805 USS 셔벌리어           | 1945년 1월 9일  | DD-915 충북     | 1972년 7월 5일   | 2000년 6월 30일  |
| DD-830 USS 에버릿 F. 라슨     | 1945년 4월 6일  | DD-916 전북     | 1972년 10월 30일 | 1999년 4월 30일  |
| DD-818 USS 뉴                 | 1945년 4월 5일  | DD-919 대전     | 1977년 2월 23일  | 2000년 3월 31일  |
| DD-849 USS 리처드 E. 크라우스 | 1946년 5월 23일 | DD-921 광주     | 1977년 2월 23일  | 2000년 12월 31일 |
| DD-714 USS 윌리엄 R. 러시     | 1945년 9월 21일 | DD-922 강원     | 1978년 7월 1일   | 2000년 12월 29일 |
| DD-883 USS 뉴먼 K. 페리       | 1945년 7월 26일 | DD-923 경기     | 1981년 2월 27일  | 1998년 8월 31일  |
| DD-876 USS 로저스             | 1945년 3월 26일 | DD-925 전주     | 1981년 7월 25일  | 1999년 12월 30일 |

1. 참고로, 대한민국 해군은 숫자 0과 4를 함 번호로 사용하지 않는다.
2. DD-916 전북함은 강릉에, DD-922 강원함은 진해에 그리고 DD-925 전주함은 삽교호에서 해상 박물관으로 전시 중에 있다.

### 중화민국의 기어링급 구축함: 차오양급 구축함
대한민국 해군에 팔린 것 이외에도 12척 이상의 기어링급이 중화민국에 팔렸다. 중화민국 해군(Republic of China Navy, ROCN)은 이 배들을 우친 I, II, III이라는 개조 과정을 거친 후 차오양급 구축함이라는 이름으로 취역시켰다. 중화민국 해군의 기어링급들은 2000년대초와 중반에 걸쳐 모두 퇴역했다. 우선 성능향상 계획 하에서, 낡은 2연장 5인치 함포는 철거되고 4연장 쉬펭 II 대함미사일, SM-1 상자형 발사기의 10발, 8셀 애스록 발사기 1문, 76 mm 함포, 40 mm/70구경장 대공포 2문, 20 mm 팰렁스 CIWS 1문 및 3연장 323 mm 어뢰발사관 1기를 장착했다. DASH는 몇몇 함정에서 계속 유지되었다. 차오양급이 모두 퇴역한 이후, SM-1 발사기는 다른 중화민국 해군 함정에 이식되었다.

## 외부 추가 정보
- 기어링급 구축함 - 구축함 역사 재단에서 제공하는 정보
- gyrodynehelicopters.com의 기어링급 구축함 정보